# Zerogone submissella
Genre
Espèce
Synonymes
- Oedothorax submissellus Strand, 1907

Zerogone submissella, unique représentant du genre Zerogone, est une espèce d'araignées aranéomorphes de la famille des Linyphiidae.

## Distribution
Cette espèce est endémique de l'oblast de l'Amour en Russie,. Elle se rencontre vers Blagovechtchensk dans le bassin du fleuve Amour.

## Description
La femelle décrite par Kirill Eskov et Marusik en 1994 mesure 2,00 mm.

## Publications originales
- Strand, 1907 : Süd- und ostasiatische Spinnen. Abhandlungen der naturforschenden Gesellschaft zu Görlitz, vol. 25, p. 107-215.
- Eskov & Marusik, 1994 : New data on the taxonomy and faunistics of North Asian linyphiid spiders (Aranei Linyphiidae). Arthropoda Selecta, vol. 2, no 4, p. 41-79 (texte intégral).